# Walter Noel Hartley
Sir Walter Noel Hartley (* 3. Februar 1847 in Lichfield; † 11. September 1913) war ein irischer Chemiker, der bekannt war für Beiträge zur Spektroskopie.
Hartley war ab 1879 Professor für Chemie am Royal College of Science in Dublin.
Hartley war ein Pionier der Spektroskopie in der Chemie. Er stellte Untersuchungen über den Zusammenhang von Struktur und Spektren organischer Verbindungen an (beginnend 1872 mit der Entdeckung von Infrarotspektren organischer Moleküle mit A. K. Huntingdon) und war einer der Ersten, der einen Zusammenhang von Spektren und Position im Periodensystem aufstellte (1883). 1881 vermutete er das Vorhandensein von Ozon in der Atmosphäre. Eine von ihm 1880 gefundene Absorptionsbande von Ozon im Ultravioletten trägt seinen Namen (Hartley-Bande). 1889 legte er quantitative Grundlagen für die Stahlhärtung und er befasste sich mit für Irland wichtigen angewandten Themen wie Farbstoffen für die Textilindustrie, Brauerei und Alkoholdestillation und Mittel gegen Kartoffelfäule (Auslöser der Großen Hungersnot in Irland).
1903/04 war er Präsident der Sektion B (Chemie) der British Association for the Advancement of Science.
Er war Fellow der Royal Society (1884) und wurde 1911 als Knight Bachelor geadelt. 1877 wurde er zum Fellow der Royal Society of Edinburgh gewählt. 1901 erhielt er einen D.Sc. der Royal University of Ireland.
Seine Frau May Laffan (1850–1916, Heirat 1882) war Schriftstellerin. Ihr gemeinsamer Sohn fiel 1915 in Gallipoli.

## Schriften
- Air and its Relations to Life, 1876
- Water, Air and Disinfectants, 1877
- Quantitative Analysis, 1887